# 1. Fußball-Club Kaiserslautern 1969-1970
Questa voce raccoglie le informazioni riguardanti il 1. Fußball-Club Kaiserslautern nelle competizioni ufficiali della stagione 1969-1970.

## Stagione
Nella stagione 1969-1970 il Kaiserslautern, allenato da Gyula Lóránt, concluse il campionato di Bundesliga al 10º posto. In Coppa di Germania il Kaiserslautern fu eliminato al primo turno dal Wuppertal.

## Rosa
| N. |                     | Ruolo | Calciatore       |
| -- | ------------------- | ----- | ---------------- |
|    | Germania (bandiera) | P     | Wolfgang Schnarr |
|    | Germania (bandiera) | P     | Josef Stabel     |
|    | Germania (bandiera) | D     | Ernst Diehl      |
|    | Germania (bandiera) | D     | Fritz Fuchs      |
|    | Germania (bandiera) | D     | Werner Glaß      |
|    | Germania (bandiera) | D     | Otto Rehhagel    |
|    | Germania (bandiera) | D     | Jürgen Rumor     |
|    | Germania (bandiera) | D     | Gerd Schneider   |
|    | Germania (bandiera) | D     | Dietmar Schwager |
|    | Germania (bandiera) | D     | Peter Winter     |
|    | Germania (bandiera) | C     | Klaus Ackermann  |
|    | Germania (bandiera) | C     | Jürgen Friedrich |

| N. |                     | Ruolo | Calciatore         |
| -- | ------------------- | ----- | ------------------ |
|    | Germania (bandiera) | C     | Otto Geisert       |
|    | Germania (bandiera) | C     | Volker Klein       |
|    | Germania (bandiera) | C     | Josef Pirrung      |
|    | Germania (bandiera) | A     | Hans-Peter Fecht   |
|    | Germania (bandiera) | A     | Gerhard Kentschke  |
|    | Germania (bandiera) | A     | Dieter Krafczyk    |
|    | Germania (bandiera) | A     | Günther Rademacher |
|    | Germania (bandiera) | A     | Winfried Richter   |
|    | Germania (bandiera) | A     | Hans Ripp          |
|    | Germania (bandiera) | A     | Hermann Soyez      |
|    | Germania (bandiera) | A     | Karlheinz Vogt     |

## Organigramma societario
Area tecnica
- Allenatore: Gyula Lóránt
- Allenatore in seconda:
- Preparatore dei portieri:
- Preparatori atletici:

## Calciomercato

### Sessione estiva
| Acquisti | Acquisti         | Acquisti            | Acquisti |
| R.       | Nome             | da                  | Modalità |
| -------- | ---------------- | ------------------- | -------- |
| C        | Klaus Ackermann  | Borussia M'gladbach |          |
| D        | Fritz Fuchs      | SV Alsenborn        |          |
| A        | Dieter Krafczyk  | Hertha Berlino      |          |
| A        | Winfried Richter | Lucerna             |          |
| A        | Hans Ripp        | Karlsruhe           |          |
| A        | Karlheinz Vogt   | Saarbrücken         |          |
| D        | Peter Winter     | Homburg             |          |

| Cessioni | Cessioni               | Cessioni      | Cessioni |
| R.       | Nome                   | a             | Modalità |
| -------- | ---------------------- | ------------- | -------- |
| A        | Heinz-Dieter Hansing   | Göttingen     |          |
| A        | Heinz-Dieter Hasebrink | Werder Brema  |          |
| D        | Herward Koppenhöfer    | Bayern Monaco |          |
| A        | Peter Schmidt          | LASK          |          |
| A        | Bernd Windhausen       | Werder Brema  |          |

## Risultati

### Bundesliga

#### Girone di andata
| Arbitro: | Siepe |

|                      |           |              |
| Seeler 48’ Hönig 79’ | Marcatori | 90’ Rehhagel |

| Kaiserslautern 23 agosto 1969, ore 15:30 CET 2ª giornata | Kaiserslautern | 0 – 0 referto | RW Oberhausen | Betzenbergstadion (18 000 spett.)\| Arbitro: \| Betz \| |
| Arbitro:                                                 | Betz           |               |               |                                                         |

| Arbitro: | Redelfs |

|                                                   |           |                           |
| Pirkner 36’, 50’ Pohlschmidt 75’ Diehl 78’ (aut.) | Marcatori | 15’ Rehhagel 87’ Krafczyk |

| Kaiserslautern 6 settembre 1969, ore 15:30 CET 4ª giornata | Kaiserslautern | 0 – 0 referto | Bayern Monaco | Betzenbergstadion (35 000 spett.)\| Arbitro: \| Regely \| |
| Arbitro:                                                   | Regely         |               |               |                                                           |

| Arbitro: | Wengenmayer |

|           |           |             |
| Vogts 21’ | Marcatori | 85’ Geisert |

| Arbitro: | Hillebrand |

|                          |           |  |
| Krafczyk 38’ Geisert 53’ | Marcatori |  |

| Kaiserslautern 4 ottobre 1969, ore 15:30 CET 7ª giornata | Kaiserslautern | 0 – 0 referto | Rot-Weiss Essen | Betzenbergstadion (18 000 spett.)\| Arbitro: \| Heumann \| |
| Arbitro:                                                 | Heumann        |               |                 |                                                            |

| Arbitro: | Schulz |

|                                                  |           |               |
| Weist 35’, 51’ Schütz 53’ Kohlhäufl 57’ Held 87’ | Marcatori | 26’ Friedrich |

| Arbitro: | Köhler |

|                       |           |  |
| Rumor 72’ Pirrung 80’ | Marcatori |  |

| Arbitro: | Geng |

|                                        |           |                   |
| Görts 1’ Lorenz 21’ Höttges 43’ (rig.) | Marcatori | 17’ Vogt 54’ Ripp |

| Arbitro: | Seiler |

|  |           |                         |
|  | Marcatori | 45’ Wißmann 50’ Huttary |

| Arbitro: | Kindervater |

|  |           |          |
|  | Marcatori | 41’ Vogt |

| Arbitro: | Horstmann |

|                                     |           |                |
| Krafczyk 5’ Rumor 23’ Friedrich 65’ | Marcatori | 75’ Kapellmann |

| Arbitro: | Voß |

|                                     |           |  |
| Enders 5’ Altendorff 40’ Brungs 79’ | Marcatori |  |

| Arbitro: | Lutz |

|                                                |           |                                |
| Friedrich 17’ Pirrung 46’ Entenmann 65’ (aut.) | Marcatori | 33’ (aut.) Fuchs 43’ Entenmann |

| Arbitro: | Basedow |

|                                                            |           |                    |
| Hemmersbach 5’ Flohe 35’ Rühl 41’, 58’ Simmet 45’ Löhr 57’ | Marcatori | 14’ (rig.) Geisert |

| Arbitro: | Aldinger |

|                                                |           |                  |
| Krafczyk 7’, 81’ Geisert 37’, 84’ Rehhagel 56’ | Marcatori | 63’, 65’ Bandura |

#### Girone di ritorno
| Arbitro: | Riegg |

|           |           |          |
| Fuchs 83’ | Marcatori | 44’ Fock |

| Oberhausen 17 gennaio 1970, ore 15:30 CET 19ª giornata | RW Oberhausen | 0 – 0 referto | Kaiserslautern | Niederrheinstadion (12 000 spett.)\| Arbitro: \| Seiler \| |
| Arbitro:                                               | Seiler        |               |                |                                                            |

| Arbitro: | Lutz |

|              |           |                |
| Rehhagel 65’ | Marcatori | 8’ Pohlschmidt |

| Arbitro: | Schmidt |

|            |           |               |
| Müller 55’ | Marcatori | 33’ Friedrich |

| Arbitro: | Ohmsen |

|             |           |                                             |
| Geisert 22’ | Marcatori | 15’ Wimmer 57’ Netzer 62’ Laumen 78’ Köppel |

| Arbitro: | Hennig |

|                 |           |            |
| Nickel 16’, 45’ | Marcatori | 4’ Pirrung |

| Arbitro: | Basedow |

|             |           |             |
| Lippens 23’ | Marcatori | 25’ Pirrung |

| Arbitro: | Riegg |

|                             |           |                     |
| Geisert 11’ (rig.) Ripp 81’ | Marcatori | 15’ Wosab 89’ Weist |

| Arbitro: | Eschweiler |

|          |           |  |
| Weiß 79’ | Marcatori |  |

| Arbitro: | Frickel |

|               |           |  |
| Friedrich 79’ | Marcatori |  |

| Duisburg 21 marzo 1970, ore 15:30 CET 28ª giornata | Duisburg | 0 – 0 referto | Kaiserslautern | Wedaustadion (8 000 spett.)\| Arbitro: \| Schäfer \| |
| Arbitro:                                           | Schäfer  |               |                |                                                      |

| Arbitro: | Fork |

|                                      |           |                         |
| Ackermann 6’ Pirrung 18’ Geisert 58’ | Marcatori | 73’ Kohlars 90’ Fischer |

| Arbitro: | Heumann |

|              |           |          |
| Hoffmann 65’ | Marcatori | 9’ Fuchs |

| Arbitro: | Weyland |

|                     |           |  |
| Rehhagel 80’ (rig.) | Marcatori |  |

| Arbitro: | Schäfer |

|                          |           |             |
| Handschuh 27’ Olsson 41’ | Marcatori | 60’ Richter |

| Arbitro: | Berner |

|                                      |           |                      |
| Ackermann 6’ Richter 13’ Geisert 43’ | Marcatori | 17’, 75’ (rig.) Löhr |

| Arbitro: | Weyland |

|                                            |           |                      |
| Čebinac 9’ Siemensmeyer 18’, 62’ Brune 48’ | Marcatori | 8’ Diehl 71’ Pirrung |

### Coppa di Germania
| Arbitro: | Picker |

|             |           |  |
| Pröpper 87’ | Marcatori |  |

## Statistiche

### Statistiche di squadra
| Competizione      | Punti | In casa | In casa | In casa | In casa | In casa | In casa | In trasferta | In trasferta | In trasferta | In trasferta | In trasferta | In trasferta | Totale | Totale | Totale | Totale | Totale | Totale | DR  |
| Competizione      | Punti | G       | V       | N       | P       | Gf      | Gs      | G            | V            | N            | P            | Gf           | Gs           | G      | V      | N      | P      | Gf     | Gs     | DR  |
| ----------------- | ----- | ------- | ------- | ------- | ------- | ------- | ------- | ------------ | ------------ | ------------ | ------------ | ------------ | ------------ | ------ | ------ | ------ | ------ | ------ | ------ | --- |
| Bundesliga        | 32    | 17      | 9       | 6       | 2       | 28      | 19      | 17           | 1            | 6            | 10           | 16           | 36           | 34     | 10     | 12     | 12     | 44     | 55     | -11 |
| Coppa di Germania | -     | 0       | 0       | 0       | 0       | 0       | 0       | 1            | 0            | 0            | 1            | 0            | 1            | 1      | 0      | 0      | 1      | 0      | 1      | -1  |
| Totale            | 32    | 17      | 9       | 6       | 2       | 28      | 19      | 18           | 1            | 6            | 11           | 16           | 37           | 35     | 10     | 12     | 13     | 44     | 56     | -12 |

### Andamento in campionato
| Giornata  | 1  | 2  | 3  | 4  | 5  | 6  | 7  | 8  | 9  | 10 | 11 | 12 | 13 | 14 | 15 | 16 | 17 | 18 | 19 | 20 | 21 | 22 | 23 | 24 | 25 | 26 | 27 | 28 | 29 | 30 | 31 | 32 | 33 | 34 |
| --------- | -- | -- | -- | -- | -- | -- | -- | -- | -- | -- | -- | -- | -- | -- | -- | -- | -- | -- | -- | -- | -- | -- | -- | -- | -- | -- | -- | -- | -- | -- | -- | -- | -- | -- |
| Luogo     | T  | C  | T  | C  | T  | C  | C  | T  | C  | T  | C  | T  | C  | T  | C  | T  | C  | C  | T  | C  | T  | C  | T  | T  | C  | T  | C  | T  | C  | T  | C  | T  | C  | T  |
| Risultato | P  | N  | P  | N  | N  | V  | N  | P  | V  | P  | P  | V  | V  | P  | V  | P  | V  | N  | N  | N  | N  | P  | P  | N  | N  | P  | V  | N  | V  | N  | V  | P  | V  | P  |
| Posizione | 13 | 16 | 16 | 17 | 14 | 10 | 10 | 15 | 12 | 14 | 14 | 14 | 12 | 12 | 10 | 13 | 11 | 11 | 11 | 12 | 11 | 12 | 14 | 14 | 13 | 14 | 13 | 12 | 11 | 10 | 10 | 10 | 10 | 10 |

Legenda:

Luogo: C = Casa; T = Trasferta. Risultato: V = Vittoria; N = Pareggio; P = Sconfitta.

### Statistiche dei giocatori
| Giocatore     | Bundesliga | Bundesliga | Bundesliga  | Bundesliga | Coppa di Germania | Coppa di Germania | Coppa di Germania | Coppa di Germania | Totale   | Totale | Totale      | Totale     |
| Giocatore     | Presenze   | Reti       | Ammonizioni | Espulsioni | Presenze          | Reti              | Ammonizioni       | Espulsioni        | Presenze | Reti   | Ammonizioni | Espulsioni |
| ------------- | ---------- | ---------- | ----------- | ---------- | ----------------- | ----------------- | ----------------- | ----------------- | -------- | ------ | ----------- | ---------- |
| K. Ackermann  | 24         | 2          | 0           | 0          | 0                 | 0                 | 0                 | 0                 | 24       | 2      | 0           | 0          |
| H. Bitz       | 0          | 0          | 0           | 0          | 0                 | 0                 | 0                 | 0                 | 0        | 0      | 0           | 0          |
| P. Blusch     | 0          | 0          | 0           | 0          | 0                 | 0                 | 0                 | 0                 | 0        | 0      | 0           | 0          |
| E. Diehl      | 34         | 1          | 0           | 0          | 1                 | 0                 | 0                 | 0                 | 35       | 1      | 0           | 0          |
| J. Elting     | 0          | 0          | 0           | 0          | 0                 | 0                 | 0                 | 0                 | 0        | 0      | 0           | 0          |
| H. Fecht      | 1          | 0          | 0           | 0          | 0                 | 0                 | 0                 | 0                 | 1        | 0      | 0           | 0          |
| J. Friedrich  | 33         | 5          | 0           | 0          | 1                 | 0                 | 0                 | 0                 | 34       | 5      | 0           | 0          |
| F. Fuchs      | 32         | 2          | 0           | 0          | 1                 | 0                 | 0                 | 0                 | 33       | 2      | 0           | 0          |
| O. Geisert    | 33         | 9          | 0           | 0          | 1                 | 0                 | 0                 | 0                 | 34       | 9      | 0           | 0          |
| W. Glaß       | 1          | 0          | 0           | 0          | 0                 | 0                 | 0                 | 0                 | 1        | 0      | 0           | 0          |
| I. Hošić      | 0          | 0          | 0           | 0          | 0                 | 0                 | 0                 | 0                 | 0        | 0      | 0           | 0          |
| L. Huber      | 0          | 0          | 0           | 0          | 0                 | 0                 | 0                 | 0                 | 0        | 0      | 0           | 0          |
| G. Kentschke  | 32         | 0          | 0           | 0          | 1                 | 0                 | 0                 | 0                 | 33       | 0      | 0           | 0          |
| V. Klein      | 1          | 0          | 0           | 0          | 0                 | 0                 | 0                 | 0                 | 1        | 0      | 0           | 0          |
| D. Krafczyk   | 18         | 5          | 0           | 0          | 0                 | 0                 | 0                 | 0                 | 18       | 5      | 0           | 0          |
| J. Pirrung    | 27         | 6          | 0           | 0          | 1                 | 0                 | 0                 | 0                 | 28       | 6      | 0           | 0          |
| G. Rademacher | 2          | 0          | 0           | 0          | 0                 | 0                 | 0                 | 0                 | 2        | 0      | 0           | 0          |
| O. Rehhagel   | 34         | 5          | 0           | 0          | 1                 | 0                 | 0                 | 0                 | 35       | 5      | 0           | 0          |
| G. Reinders   | 0          | 0          | 0           | 0          | 0                 | 0                 | 0                 | 0                 | 0        | 0      | 0           | 0          |
| W. Richter    | 5          | 2          | 0           | 0          | 0                 | 0                 | 0                 | 0                 | 5        | 2      | 0           | 0          |
| H. Ripp       | 16         | 2          | 0           | 0          | 0                 | 0                 | 0                 | 0                 | 16       | 2      | 0           | 0          |
| J. Rumor      | 30         | 2          | 0           | 0          | 1                 | 0                 | 0                 | 0                 | 31       | 2      | 0           | 0          |
| W. Schnarr    | 30         | 0          | 0           | 0          | 1                 | 0                 | 0                 | 0                 | 31       | 0      | 0           | 0          |
| G. Schneider  | 8          | 0          | 0           | 1          | 0                 | 0                 | 0                 | 0                 | 8        | 0      | 0           | 1          |
| D. Schwager   | 33         | 0          | 0           | 0          | 1                 | 0                 | 0                 | 0                 | 34       | 0      | 0           | 0          |
| H. Soyez      | 4          | 0          | 0           | 0          | 1                 | 0                 | 0                 | 0                 | 5        | 0      | 0           | 0          |
| J. Stabel     | 6          | 0          | 0           | 0          | 0                 | 0                 | 0                 | 0                 | 6        | 0      | 0           | 0          |
| K. Vogt       | 14         | 2          | 0           | 0          | 1                 | 0                 | 0                 | 0                 | 15       | 2      | 0           | 0          |
| P. Winter     | 0          | 0          | 0           | 0          | 0                 | 0                 | 0                 | 0                 | 0        | 0      | 0           | 0          |
| B. Đorđević   | 0          | 0          | 0           | 0          | 0                 | 0                 | 0                 | 0                 | 0        | 0      | 0           | 0          |